# Brännsjön (Åsele socken, Lappland)
Brännsjön är en sjö i Åsele kommun i Lappland och ingår i Ångermanälvens huvudavrinningsområde. Sjön har en area på 0,15 kvadratkilometer och ligger 320 meter över havet.

## Delavrinningsområde
Brännsjön ingår i det delavrinningsområde (710031-158475) som SMHI kallar för Utloppet av Långvattensjön. Medelhöjden är 354 meter över havet och ytan är 29,38 kvadratkilometer. Räknas de 10 avrinningsområdena uppströms in blir den ackumulerade arean 115,07 kvadratkilometer. Noreån som avvattnar avrinningsområdet har biflödesordning 2, vilket innebär att vattnet flödar genom totalt 2 vattendrag innan det når havet efter 201 kilometer. Avrinningsområdet består mestadels av skog (66 procent) och sankmarker (13 procent). Avrinningsområdet har 2,9 kvadratkilometer vattenytor vilket ger det en sjöprocent på 9,9 procent.